# Terrariofilia
La terrariofilia è un hobby che consiste nella pianificazione, la configurazione e la manutenzione di un terrario abitato da animali (di solito, rettili, anfibi e artropodi). Gli appassionati di terrariofilia sono chiamati terrariofili.

## Origini della terrariofilia
Non è chiaramente conosciuta l'origine di questa pratica, né chi sono stati i primi a interessarsi al mantenimento e osservazione di animali in terrari, anche se probabilmente è antica di diversi secoli.
Gli scritti di Erodoto risalenti intorno al V secolo a.C., in si cui racconta di come i coccodrilli del Nilo venissero adorati, curati e nutriti in vasche nei templi egiziani; questa è molto probabilmente la più antica testimonianza scritta riguardante la cura di rettili in ambienti artificiali.
Si possono citare in tal proposito anche i tentativi di tenere animali in condizioni ambientali controllate nelle collezioni zoologiche private di re e aristocratici del Settecento; purtroppo al tempo la terrariofilia ebbe poco o nessun successo, condannando così tutti gli esemplari allevati ad una morte precoce. Ciò era dovuto al rudimentale (o spesso nullo) riscaldamento, ai metodi di illuminazione utilizzati, l'ignoranza riguardo alle esigenze di queste specie, spesso completamente nuove e sconosciute al mondo occidentale del tempo.

## La terrariofilia moderna
Oggigiorno i progressi nella costruzione di sistemi di terrari, illuminazione, controllo di temperatura ed umidità ed i progressi nella veterinaria di animali esotici sono stati i principali fattori a favorire il mantenimento e la riproduzione di molte specie in cattività, favorendo lo sviluppo della terrariofilia come disciplina scientifica. 
Tuttavia informarsi accuratamente di tutto ciò che comporta l'allevamento di queste creature e di come riprodurre al meglio il loro ambiente prima di addentrarsi in questo mondo è quindi di fondamentale importanza. Le fiere di animali esotici sono eventi importanti che permettono la vendita e lo scambio delle specie tra appassionati, ma anche l'ingresso costante di neofiti nell'indotto.

## Il traffico illegale di specie
Il commercio illegale di specie selvatiche è uno tra i business più redditizi in tutto il mondo, preceduto solo dal traffico di droga e di armi. Normalmente questi esemplari sono destinati ad essere venduti come animali domestici o da esposizione. Vengono comprati in origine a prezzi stracciati, ma il loro valore è destinato ad aumentare anche in modo esorbitante passando da venditori ed acquirenti.
Spesso le importazioni, anche legali, di animali selvatici catturati diventano veri movimenti di massa di animali. Di solito questi vengono trasportati senza essere in nessun modo controllati da alcuna agenzia governativa e spesso in modi palesemente crudeli: non solo lo spazio è spesso ridotto e le condizioni inadatte, ma anche cibo e acqua scarsi o mancanti, nonostante debbano percorrere distanze anche lunghissime per raggiungere la loro destinazione. Al termine del viaggio si stima che circa l'80% di questi animali non sopravviva, e anche tra i sopravvissuti la percentuale di morte prematura è elevatissima: solo il 5% dei sopravvissuti rimane in vita fino all'anno successivo dopo essere stati venduti, in quanto molti animali selvatici necessitano di un graduale e spesso problematico acclimatamento alla nuova condizione di cattività, e spesso risultano stressati e con il sistema immunitario compromesso. Tenendo conto che la gamma di specie ed il numero di animali esotici allevati regolarmente nella sola Europa è più che notevole, l'acquisto di catturoni sarebbe necessario solo nel caso di specie di fatto non disponibili sul mercato (in quanto le condizioni ideali alla riproduzione non sono ancora state pienamente comprese), o per aumentare la diversità genetica delle popolazioni in cattività.
Per la protezione della fauna selvatica sono stati stabiliti accordi internazionali, come il CITES, in aggiunta alla legislazione propria di ogni paese riguardante la protezione della fauna selvatica ed il mantenimento di animali esotici.

## L'insediamento di specie alloctone
Un altro dei più gravi problemi che accompagnano la terrariofilia è l'introduzione ed il successivo insediamento, casuale o volontario, di specie esotiche infestanti negli ecosistemi locali. Molto spesso, ciò è causato dalla mancanza di responsabilità ed accresciuto dalla mancanza di informazioni sulla specie esotica che si sta comprando e che alla fine, a causa delle difficoltà che si hanno nel gestirla (dovute ad esempio dalle dimensioni ragguardevoli raggiunte in età adulta, da particolari comportamenti aggressivi, ecc.) consentono la fuga dell'animale o inducono il suo proprietario a sbarazzarsi dello stesso, talvolta rilasciandolo in natura, causando la morte dell'esotico o uno sbilanciamento ecologico disastroso. A livello mondiale, le specie alloctone invasive costituiscono infatti una grave minaccia ecologica, la seconda causa di messa in pericolo e di estinzione delle specie dopo la perdita dell'habitat; un esempio particolarmente noto sono le tartarughe acquatiche del genere Trachemys che, liberate nei fiumi e negli acquitrini dell'Europa meridionale, competono e in alcuni casi portano localmente all'estinzione molte specie lacustri native. Il problema non riguarda solo rettili ed anfibi, ma in generale tutti gli animali da compagnia, e in ogni caso l'abbandono di qualsiasi animale è considerato un reato perseguibile penalmente.

## Minacce all'incolumità pubblica
Esiste una legge che vieta gli animali pericolosi per l'incolumità pubblica, pertanto rettili come coccodrilli, varani o vipere o cobra sono vietati tanto quanto leoni, iene, tigri etc.
Pertanto gli incidenti sono assai pochi rispetto ad incidenti con animali di allevamento o di affezione.